# Nathaniel Culverwel
Nathaniel Culverwell (1619-1651), fue un autor y teólogo inglés. Nació en Middlesex, siendo bautizado el 14 de enero de 1619 en la iglesia de Santa Margarita Moses donde su padre era rector.  Fue el segundo de los seis hijos que tuvieron Richard y Margaret (Horton) Culverwell.
A partir de 1683 cursó estudios en el Emmanuel College, Cambridge, se relacionó con los miembros del grupo de platónicos de Cambridge.

## Obras
- Spiritual Optics, or a Glass Discovering the Weakness and Imperfection of a Christian's Knowledge in this Life, 1651
- An Elegant and Learned Discourse of the Light of Nature, 1652 - Su obra más conocida, inicialmente fueron una serie de charlas que dio entre 1645-1646, en un intento de mediar entre la razón y la fe, vía la ley natural, en el contexto de los bandos religiosos opuestos durante la Revolución inglesa.
- Worth of Souls
- The Schisme
- Act of Oblivion
- Child's Return
- Panting Soul
- Mount Ebal
- White Stone